# 라키스테마과
라키스테마과(Lacistemataceae)는 말피기아목에 속하는 속씨식물과의 하나이다. 2개 속 16종으로 이루어져 있다.

## 분포
카리브 제도와 멕시코 남쪽에서 메소아메리카를 거쳐 칠레와 온대 아르헨티나를 제외한 남아메리카에 분포한다.

## 서식지
저산대, 건조하거나 습한 숲, 젖은 저지재 숲에서 자생한다.

## 속 및 종
- Lacistema
  - Lacistema aggregatum
  - Lacistema grandifolium
  - Lacistema hasslerianum 
  - Lacistema krukovii
  - Lacistema lucidum
  - Lacistema macbridei
  - Lacistema nena
  - Lacistema polystachyum
  - Lacistema pubescens
  - Lacistema robustum
  - Lacistema serrulatum
- Lozania
  - Lozania glabrata
  - Lozania grandiflora
  - Lozania klugii
  - Lozania mutisiana
  - Lozania pittieri